# Sylva (Carolina del Nord)
Sylva è una città degli Stati Uniti d'America situata nella Carolina del Nord, nella Contea di Jackson, della quale è anche il capoluogo.